# 斯圖爾特山
84°12′S 86°0′W / 84.200°S 86.000°W
斯圖爾特山（英語：Stewart Hills），是南極洲的山峰，位於埃爾斯沃思地，處於福特山東北面90公里，屬於蒂爾山脈的一部分，現時由南極條約體系管理。